# Іван Руткович
Іва́н Рутко́вич — український галицький іконописець кінця XVII — початку XVIII століття доби бароко, який працював переважно у Жовкві.

## Життєпис
Перше письмове свідчення про Івана Рутковича з'являється в жовківських актах у 1681 році, коли він разом з дружиною Євою купує дім навпроти хвіртки міської церкви. Є згадка в записах жовківської церкви Різдва Христового про Рутковича, як міщанина Жовкви і «маляра білокаменського», а також пізніші (1694) згадки про нього як про члена братства міської церкви та про обрання присяжним лавником Жовкви (1686), хоча засідання магістрату він відвідував рідко через зайнятість замовленнями. Прикметник «білокаменський» може свідчити про його попереднє навчання майстерності у Білому Камені, де на той час вже існував центр малярства. Віра Свєнціцька виділяє два етапи творчості, зі зростанням майстерності та чіткості стилю — перший у період 80-х років, коли він працював над іконами для Волиці Древлянської, присілку Марошанки, Потелича та Волі Висоцької; другий — у 90-х роках XVII ст. з роботами Жовківського іконостасу зі Скваряви Нової. Вона ж припускає, що Руткович помер між 1703 і 1708 рр..

## Творчість

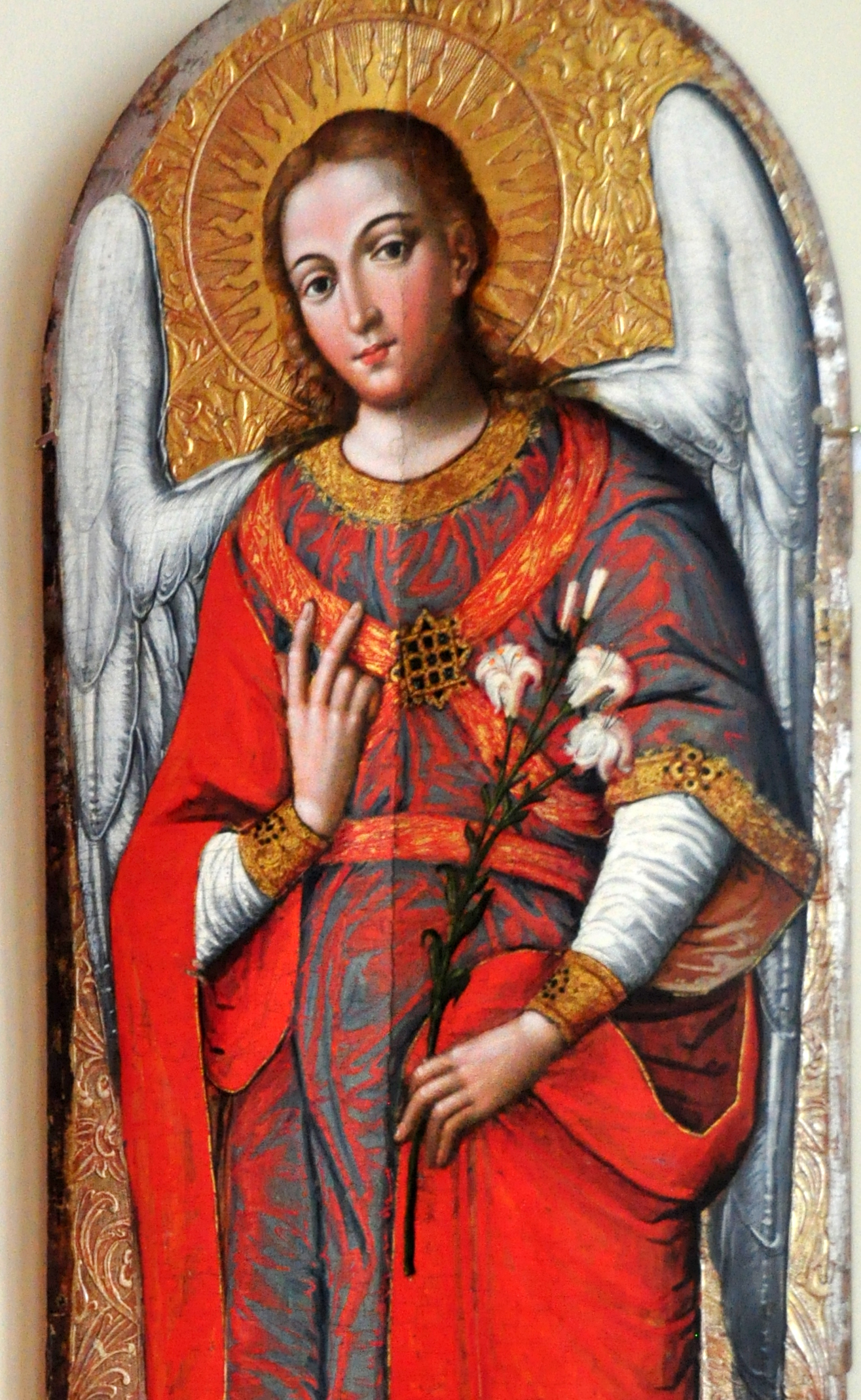
Архангел Гавриїл (1697-1699, Національний музей у Львові)

### Техніка
Руткович малював традиційною для тих часів технікою темпери на яйцевій емульсії, але, очевидно, змішаній з олією. Малював на липових, грубо вигладжених дошках, проклеєних на стиках зі зворотного боку. Рельєфні орнаменти тла з накладеною позолотою створювалися на крейдяному ґрунті, що дозволяло вносити елементи різьблення не лише в обрамлення, а й у площину картини. Контури і елементи композиції художник накреслював чорною фарбою по підмальовку, виконаному ясною вохрою, а в темніших місцях — сірою й коричневою фарбами, на які він накладав світліші мазки вохри, рум'яне і білил, формуючи світлотінь на обличчях образів. Невідомо, чи працював Руткович олійною технікою на полотні та блясі, які вже були поширені в той час.

### Доробок
Перші ікони майстра — «Жертвоприношення Авраама» та «З'явлення Христа Марії Магдалині».
З творчості Рутковича відомі збережені цілістю або частково іконостаси у дерев'яних церквах: у Волиці-Деревлянській, у Волі-Висоцькій, у церкві Пресвятого Серця Христового Жовкви (1697 — 99), на початку XIX століття перенесений до церкви Собору Пресвятої Богородиці у Скваряві Новій, нині у Національному музеї у Львові імені Андрія Шептицького. Іконостаси І. Рутковича визначили тип західноукраїнського іконостасу кінця 17 першої половини XVIII століття з додатковим рядом євангельських сцен, а «жовківський іконостас» був вершинним етапом розвитку українського класичного іконостасу XVII століття.
Окремі донаторські ікони Рутковича виконані у традиційній манері. Серед них:
- «Моління» (1682) у Троїцькій церкві в Потеличі,
- «Моління» (1683; тепер у Національному музеї у Львові імені Андрея Шептицького),
- «Народження Марії» з Вижлова (1683, ікона втрачена),
- Христос Вседержитель із с. Солова (1693; тепер в Музеї народної архітектури і побуту «Шевченківський гай» у Львові)

І. Руткович, зберігаючи багатовікові українсько-візантійські іконописні традиції — велику емоційну впливовість колориту і музику лінійних ритмів, зумів обережно і з тактом використати нові західноєвропейські. елементи, зачерпнуті переважно з голландської гравюри.
На початку січня 2012 року на Львівщині з дерев'яної церкви Вознесіння Господнього, пам'ятки архітектури національного значення у селі Волиці-Деревлянській Золочівського району, з намісного ряду іконостасу церкви невідомі вирізали та викрали чотири унікальних образи — святого Миколая, Богородиці-Одигітрії, Христа Пантократора та Вознесіння Господнє, намальованих Іваном Рутковичем наприкінці XVII століття.
На пошану Івана Рутковича названо вулиці у Львові та Жовкві.

## Галерея

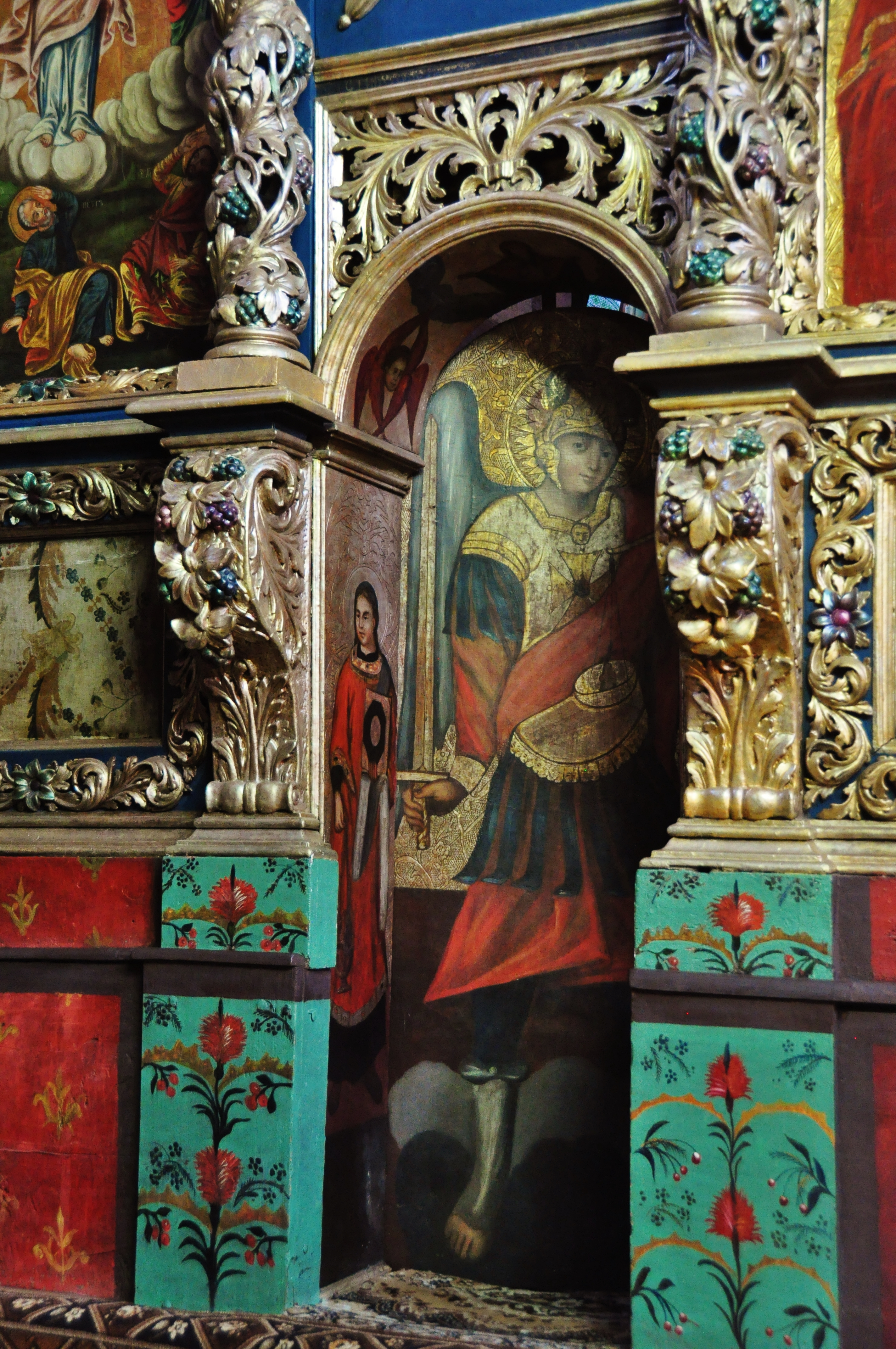
Архангел Михаїл з Церкви Святої Трійці, Жовква
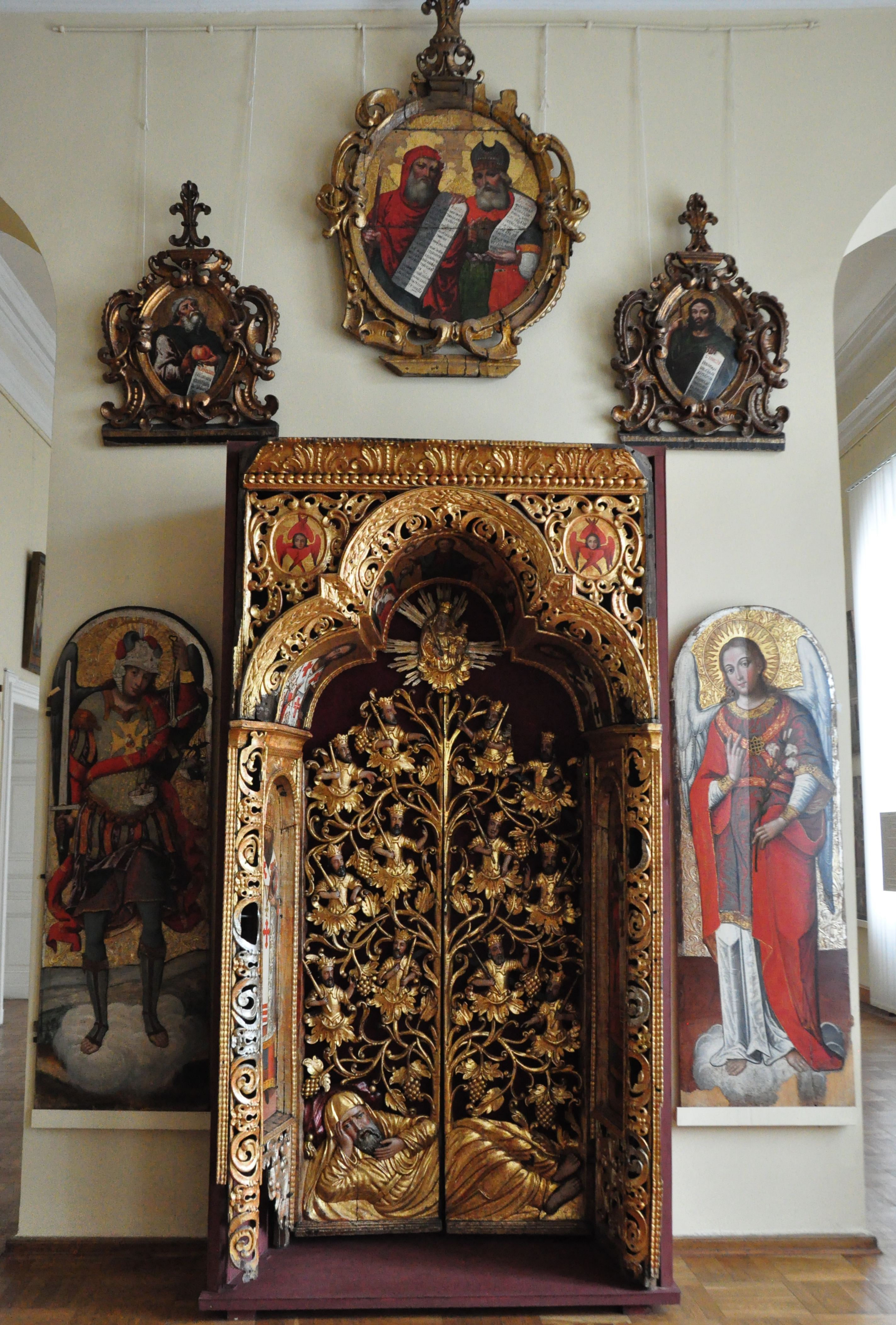
Частина Жовківського іконостасу, Національний музей у Львові
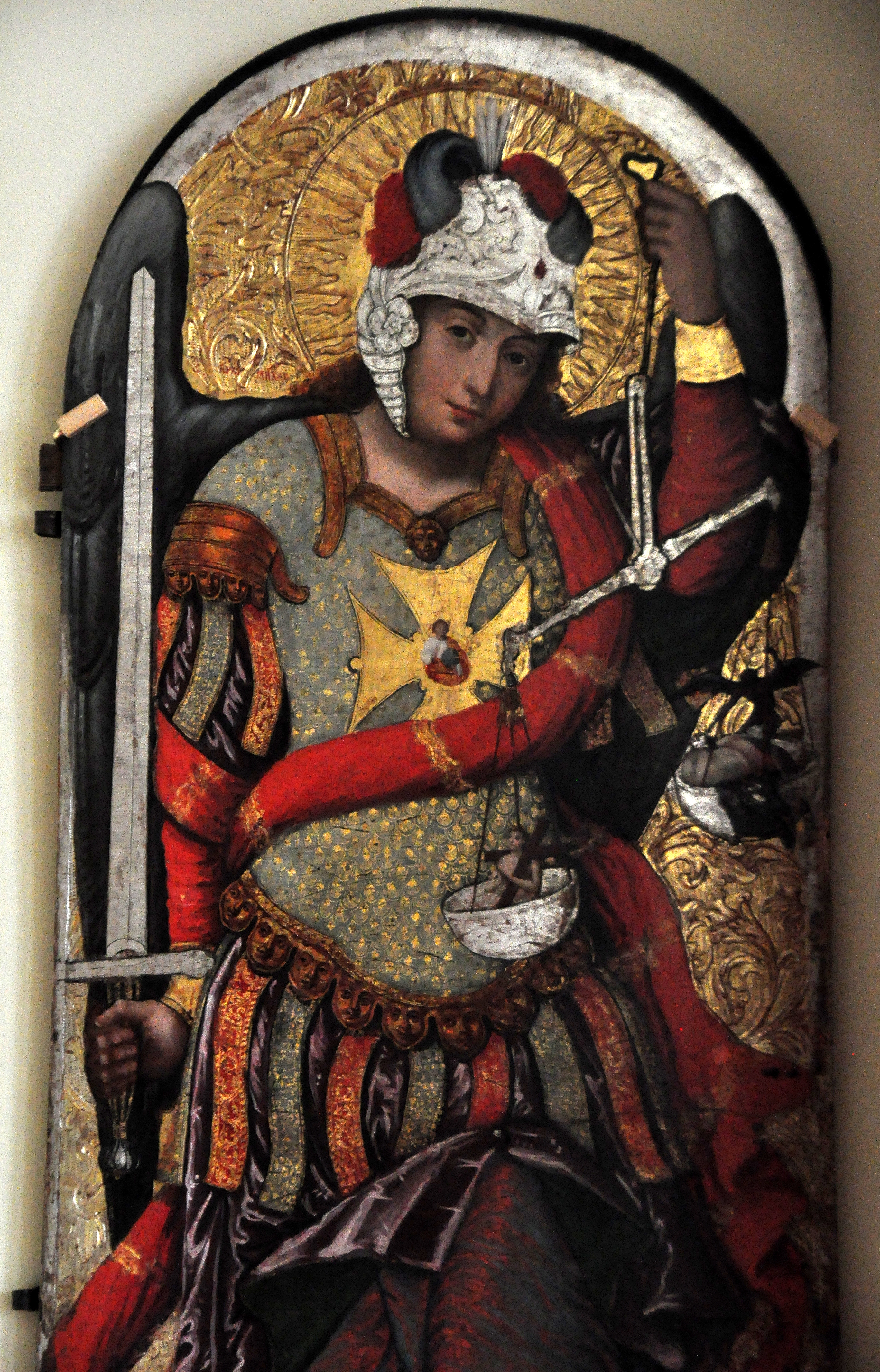
Архангел Михаїл з Жовківського іконостасу, Національний музей у Львові
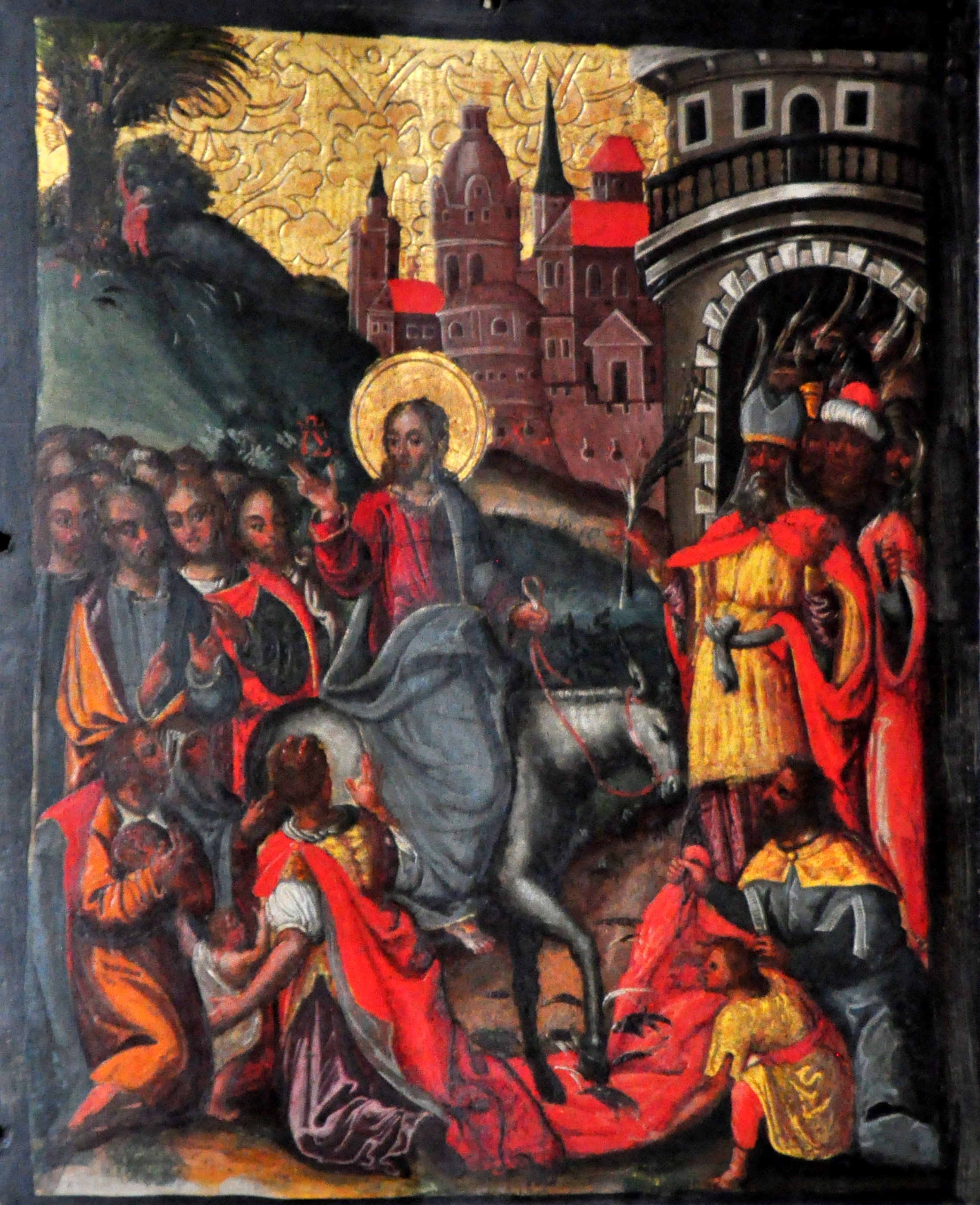
В'їзд у Єрусалим
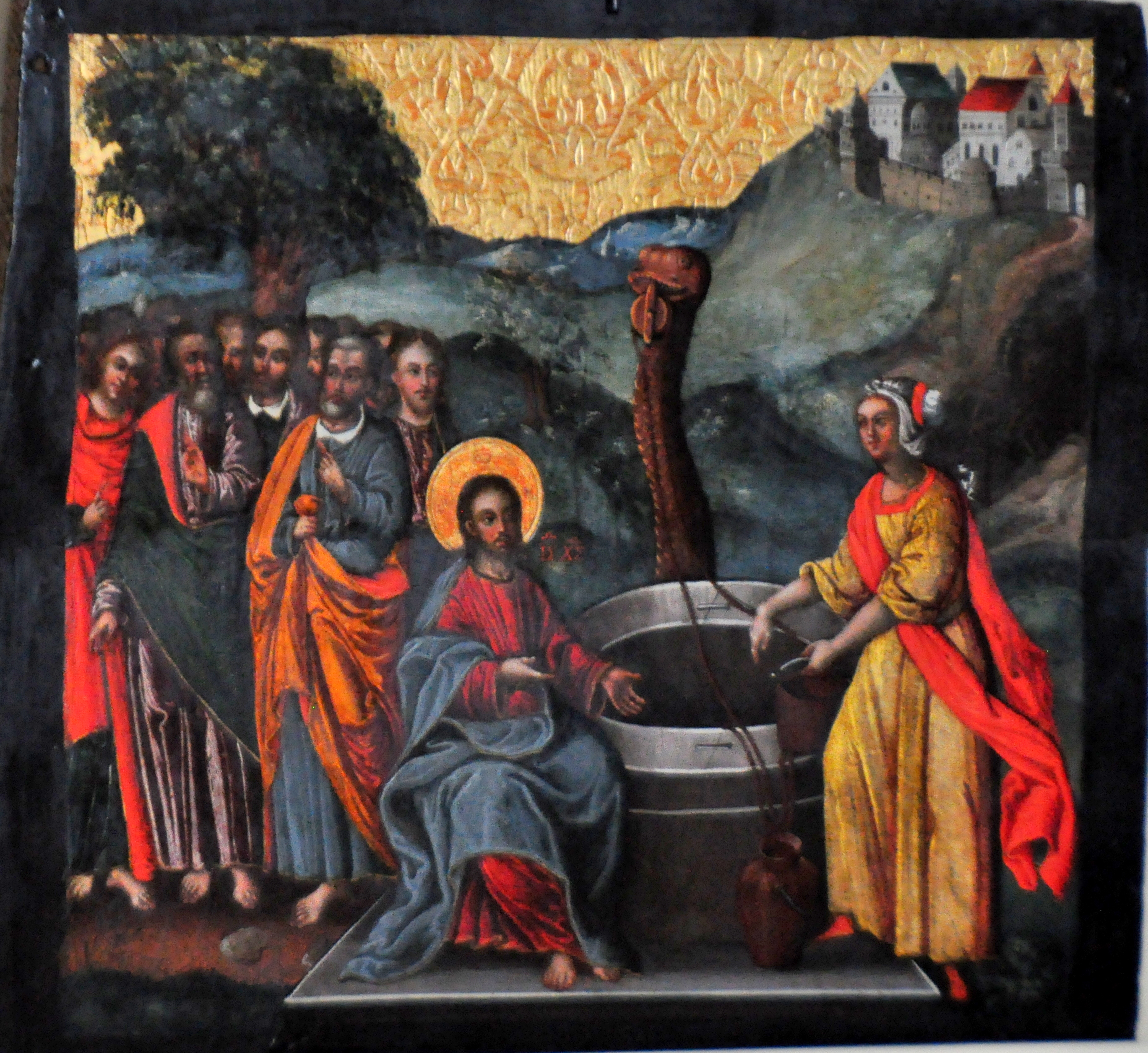
Ісус і самаритянка
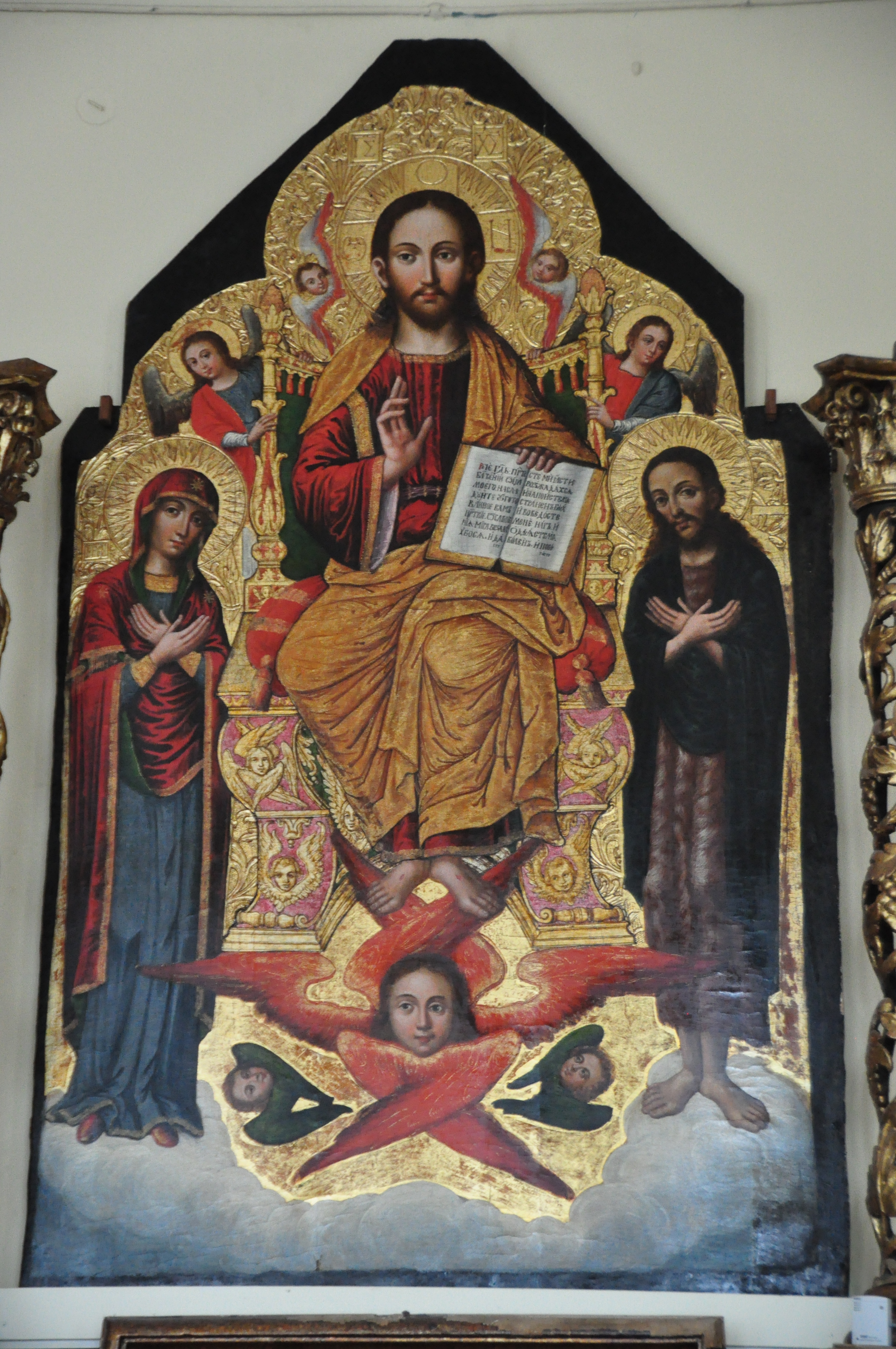
Ісус Пантократор
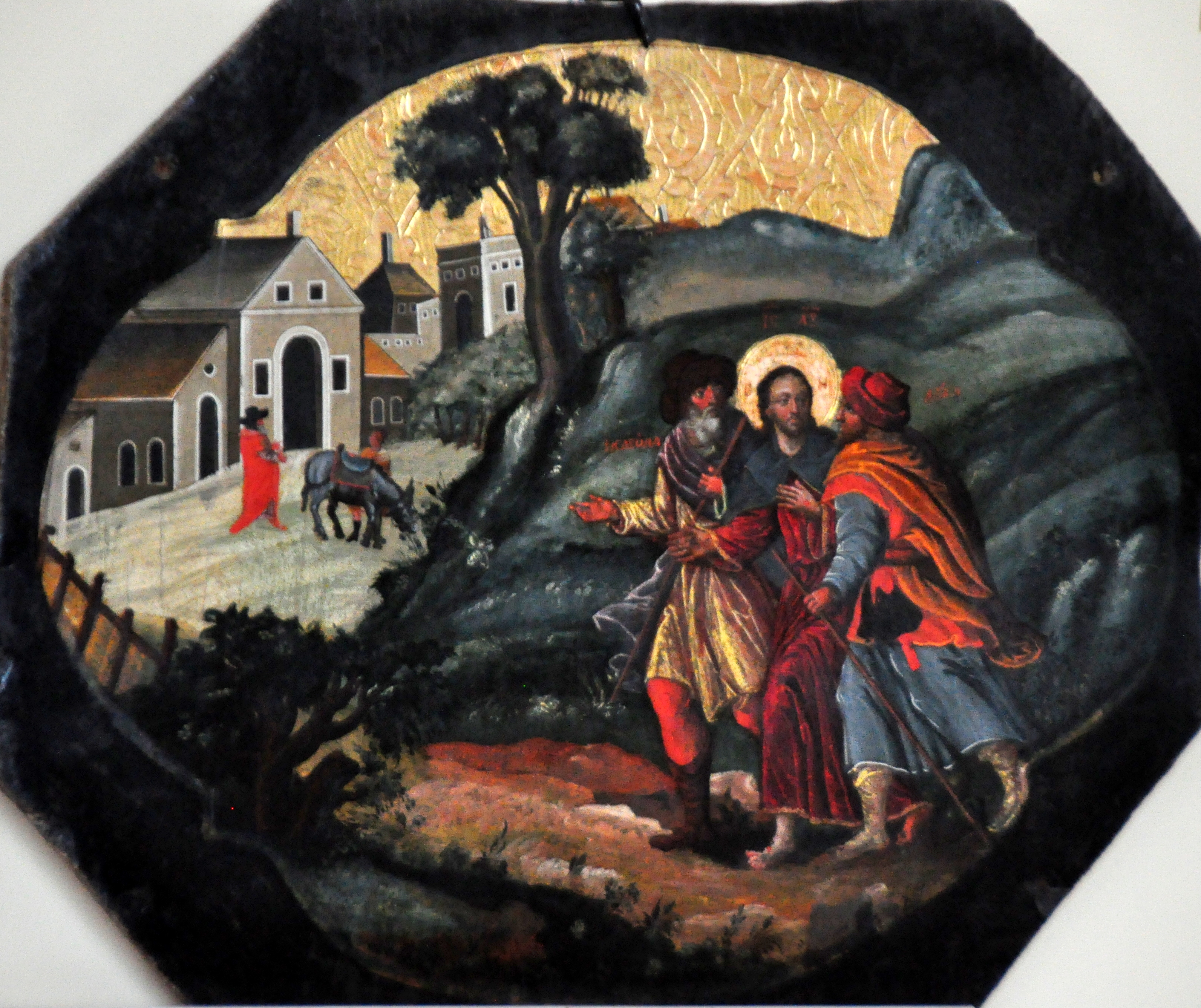
Дорога в Емаус
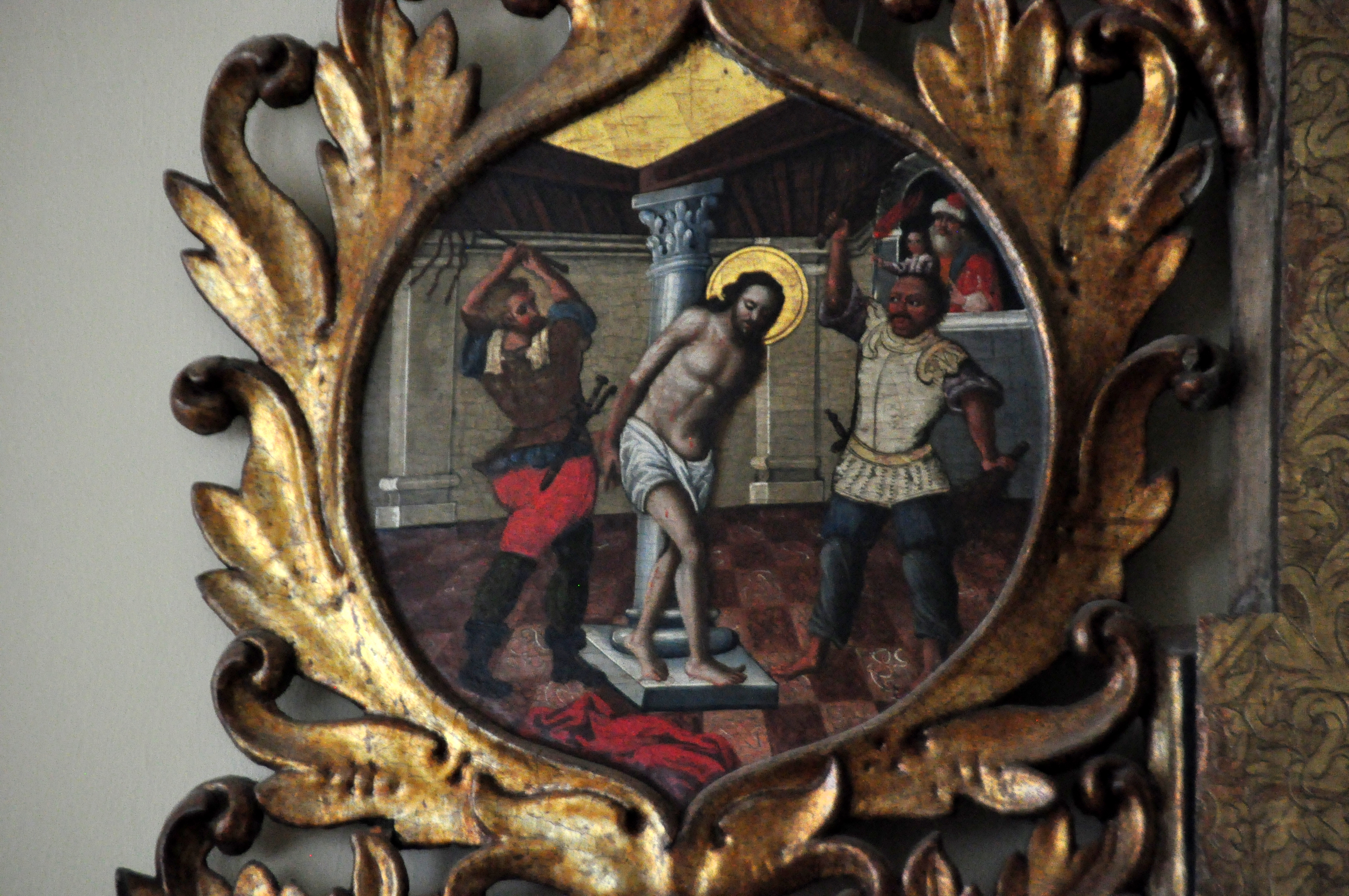
Страсті Христові. Бичування
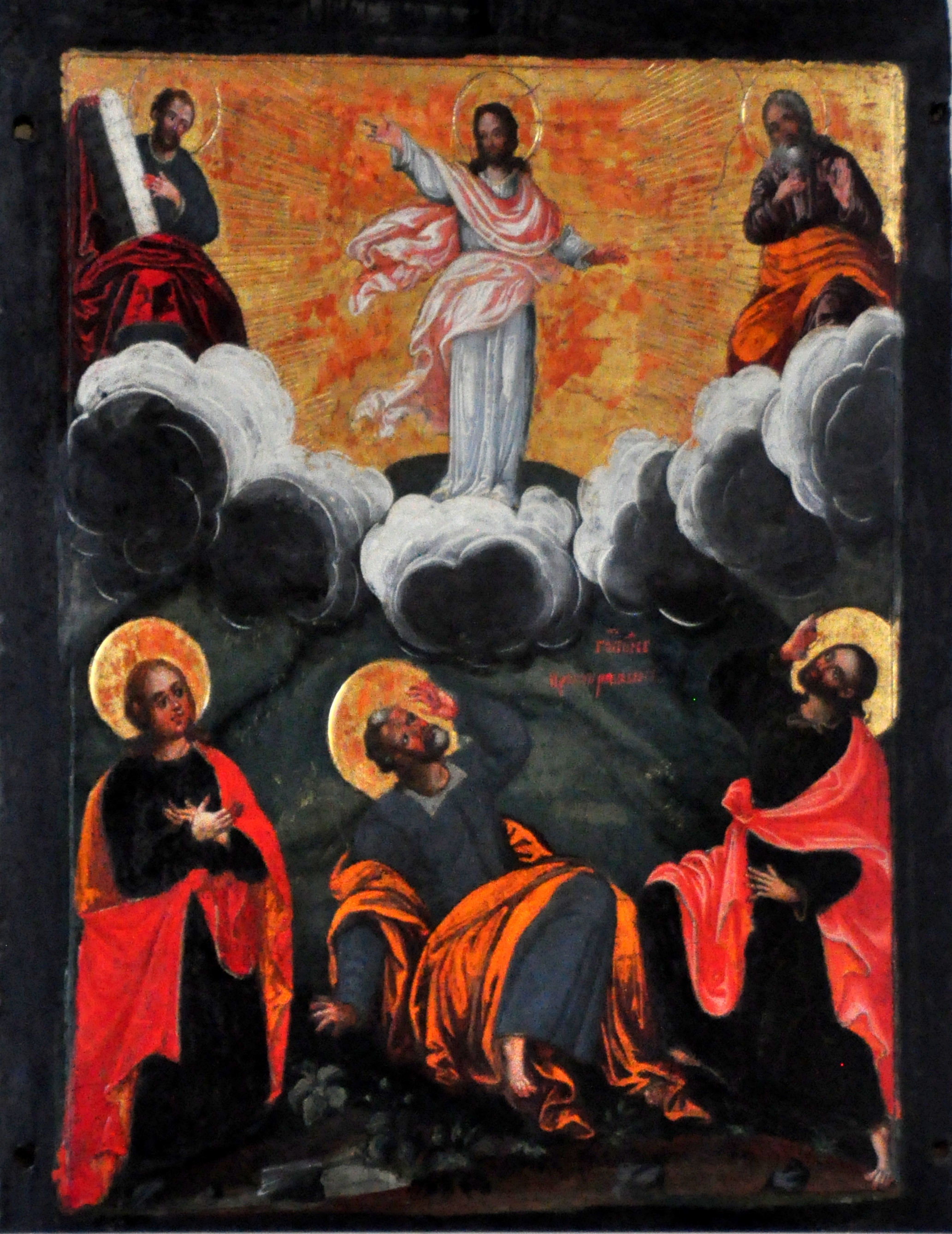
Преображення Господнє
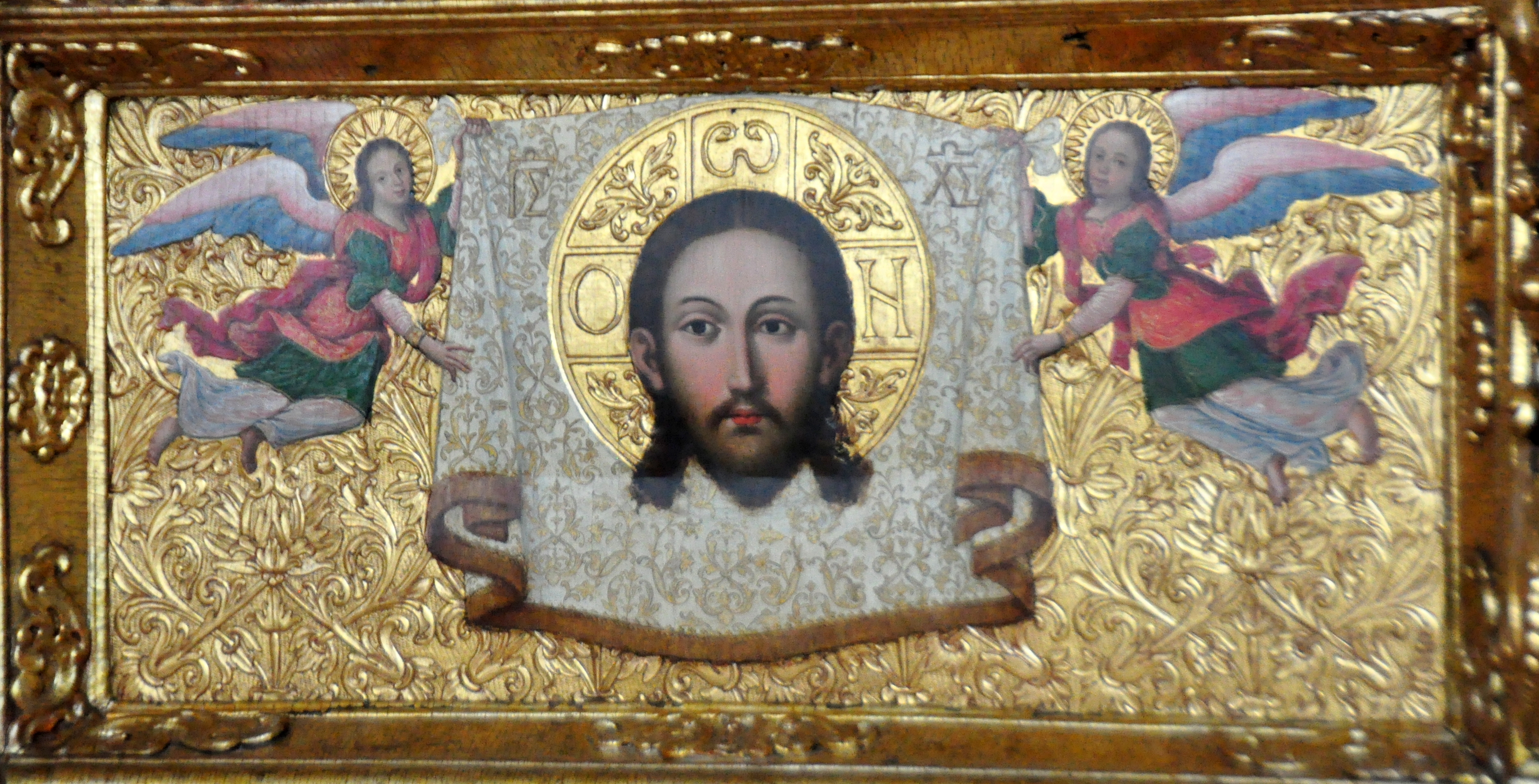
Образ Нерукотворного Спаса
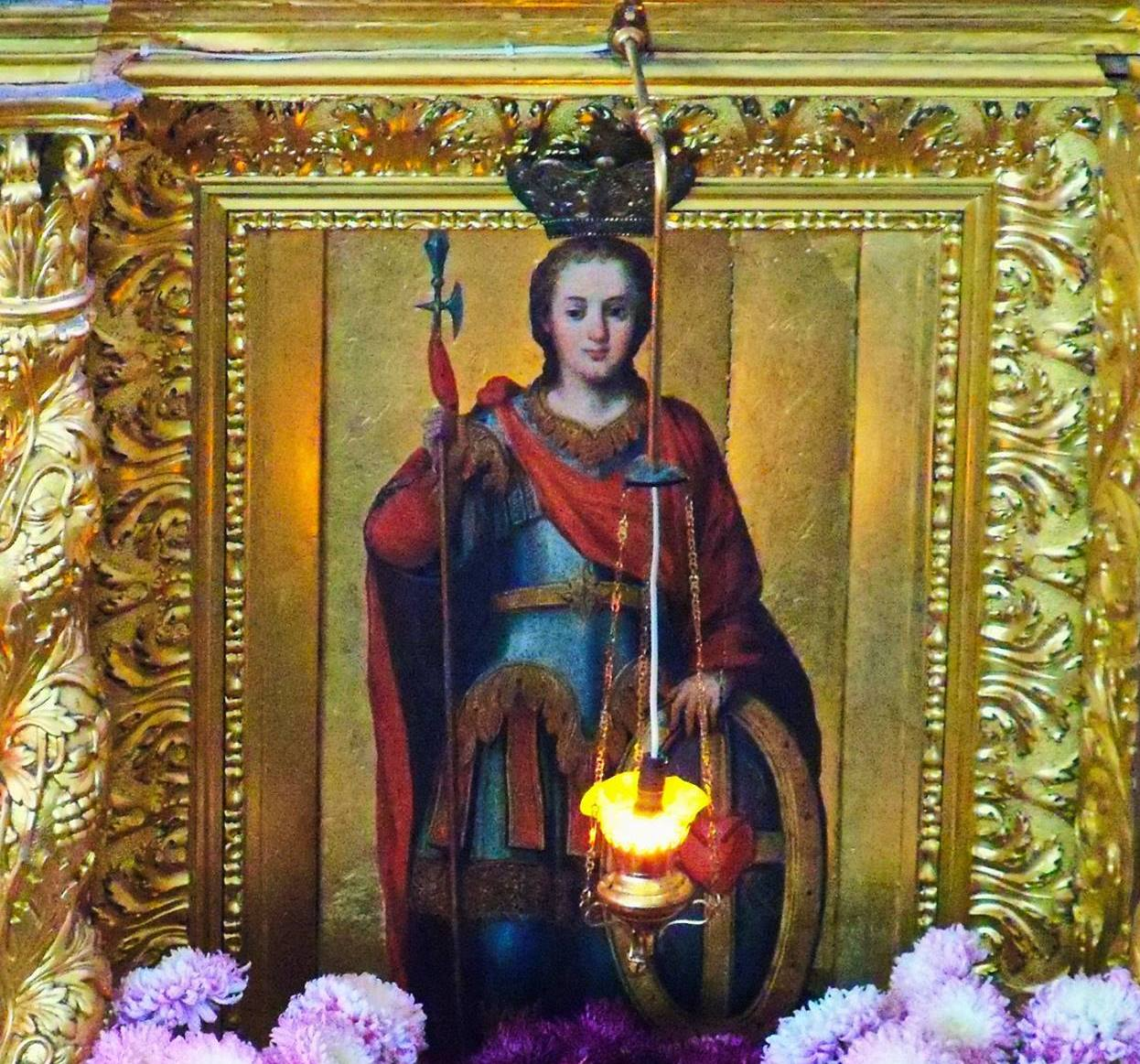
Ікона св. Димитрія 1693 праці Івана Руткович, Храм святого Великомученика Димитрія, Збоїща (Львів)